# Microsoft Academic
Microsoft Academic va ser un motor de cerca web públic i lliure per a literatura i publicacions científiques, desenvolupat per Microsoft Research.

## Història
El servei reemplaça el projecte de cerca de Microsoft anomenat Microsoft Academic Search, el qual va deixar de funcionar el 2012. Amb el seu nou nom va ser llançat el 2016, amb un nou disseny i motor de cerca, utilitzant tecnologies de cerca semàntica. Conté un índex per a més de 220 milions de publicacions, 88 milions dels quals són articles de revistes científiques.
Algunes revisions bibliomètriques suggereixen que és un competidor important per a Google Acadèmic, Web of Science i Scopus.
El 4 de maig de 2021, Microsoft va anunciar que la web i API de Microsoft Academic es retirarien el 31 de desembre de 2021. Microsoft va donar totes les seves dades a OurResearch per a crear el nou catàleg OpenAlex, que naixeria el 2022.